# Arrondissement de Lyck

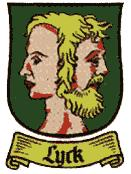
Blason de la ville de Lyck

1818–1945
Entités précédentes :
- Royaume de Prusse

Entités suivantes :
- Pologne

L'arrondissement de Lyck (Landkreis Lyck) est une entité territoriale administrative de la province de Prusse-Orientale, en Allemagne, aujourd'hui disparue. Elle comprenait au 1er janvier 1945 la ville de Lyck, chef-lieu d'arrondissement, 157 villages de moins de deux mille habitants et un ancien domaine seigneurial.

## Histoire administrative

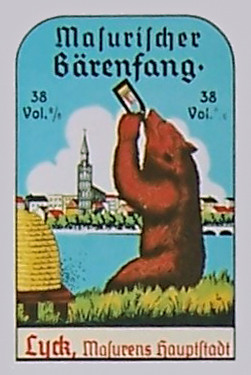
Publicité de 1935, avec Lyck (capitale de la Mazurie) en fond

C'est en février 1818 que la réforme administrative du royaume de Prusse est effective et que l'arrondissement est intégré au district de Gumbinnen. L'arrondissement comprend les paroisses suivantes : Borszymmen (de), Grabnik, Kallinowen, Klaussen (de), Lyck, Neu Jucha, Ostrokollen, Pissanitzen, et Stradaunen. Il fait partie de la province de Prusse-Orientale, lorsqu'elle est formée en avril 1878.
Lorsque le 1er novembre 1905, les arrondissements méridionaux de la province forment un nouveau district, l'arrondissement est intégré à celui-ci, dénommé district d'Allenstein. L'arrondissement devient, le 1er janvier 1939, Landkreis (arrondissement régional) au lieu de simple Kreis.
La région est évacuée de ses habitants à l'hiver 1944-1945.
Selon la volonté de Joseph Staline exprimée auparavant à Potsdam, l'arrondissement fait partie de la Pologne à partir du 6 avril 1945.

### Administrateurs de l'arrondissement
| - 1818–183700Ernst von Kannewurf - 1837–184300Carl Emil Willwodinger - 1843–185100Anton von Wegnern - 1851–185200Julius August Lauterbach (de) - 1852–185300Rudolf von Kannewurff (de) - 1853–185700Rudolf von Marschall (de) - 1857–186600Hermann von Brandt (de) - 1866–186700von Trotta gen. von Treyden (de) - 1867–187500Eugen Drewello (de) - 1875–188800Robert von der Marwitz (de) | - 1888–189900Karl von der Groeben - 1893–189400Max Tappenbeck (de) - 1900–190500Franz Behrend (de) - 1905–191300Georg Wilhelm Suermondt (de) - 1913–192800Max Peters (de) - 1928–193500Ernst Adolf Döbereiner (de) - 1935–193900Hermann Knispel (de) - 1939–194300Dietrich von Ploetz (de) - 1942–194500Hermann Knispel |

## Élections
Dans l'Empire allemand, l'arrondissement de Lyck forme avec les arrondissements de Johannisburg et d'Oletzko la 6e circonscription du district de Gumbinnen
- 1871 : George William von Simpson, Parti conservateur
- 1874 : Robert von Puttkamer, Parti conservateur
- 1875 : Adolf Hillmann, Parti progressiste allemand
- 1877 : Adolf Hillmann, Parti progressiste allemand
- 1878 : George William von Simpson, Parti conservateur
- 1881 : George William von Simpson, Parti conservateur
- 1884 : Eduard Maubach, Parti conservateur
- 1887 : Eduard Maubach, Parti conservateur
- 1890 : Otto Steinmann, Parti conservateur allemand
- 1893 : Otto Steinmann, Parti conservateur allemand
- 1895 : Udo de Stolberg-Wernigerode, Parti conservateur allemand
- 1898 : Udo de Stolberg-Wernigerode, Parti conservateur allemand
- 1903 : Udo de Stolberg-Wernigerode, Parti conservateur allemand
- 1907 : Udo de Stolberg-Wernigerode, Parti conservateur allemand
- 1910 : Fritz Kochan, Parti national-libéral
- 1912 : Hermann Reck, Parti conservateur allemand

## Personnalités liées à l'arrondissement
- Hermann Reck (1847-1931), homme politique né à Malleczewen.
- Friedrich Reck-Malleczewen (1884-1945), écrivain né à Malleczewen.
- Arno von Lenski (1893-1986), général né à Czymochen (de)
- Ernst Lück (1933-2016), homme politique né à Wachteldorf (de).